# Piélos
 (novembre 2023).
Si vous disposez d'ouvrages ou d'articles de référence ou si vous connaissez des sites web de qualité traitant du thème abordé ici, merci de compléter l'article en donnant les références utiles à sa vérifiabilité et en les liant à la section « Notes et références ».
Dans la mythologie grecque, Piélos est le fils de Néoptolème et d'Andromaque, et donc le petit-fils d'Achille. Il a deux frères, Molossos et Pergamos.
On dit[Qui ?] qu'il mourut très jeune à cause de la malédiction d'Apollon.